# Tapiserija
Tapiserija je oblika tekstilne umetnosti, ki jo tradicionalno tkejo ročno na statvah. Tapiserija je tkanje z votkom, pri katerem so v končanem delu skrite vse niti osnove, za razliko od tkanja tkanin, kjer so lahko vidne niti osnove in votka. Pri tkanju tapiserij so votkovne preje običajno prekinjene; obrtnik prepleta vsak barvni votek sem in tja v svojem majhnem območju vzorca. To je navadno tkano lice, v katerem so niti votka različnih barv obdelane na delih osnove za oblikovanje zasnove.
Tapiserija je razmeroma krhka in jo je težko izdelati, zato je večina zgodovinskih kosov namenjena obešanju navpično na steno (ali včasih v šotorih) ali včasih vodoravno nad pohištvom, kot je miza ali postelja. V nekaterih obdobjih so bili narejeni manjši kosi, pogosto dolgi in ozki, ki so se uporabljali kot obrobe za druge tekstilije. Evropske tapiserije so običajno narejene tako, da jih je mogoče videti samo z ene strani, na zadnji strani pa imajo pogosto navadno podlogoDruge tradicije, kot so kitajski kesi in predkolumbovski Peru, omogočajo, da je tapiserija vidna z obeh strani. Večina tkalcev uporablja naravno nit osnove, na primer volno, lan ali bombaž. Niti votka so običajno volna ali bombaž, lahko pa vključujejo svilo, zlato, srebro ali drugo.
Tapiserijo je treba ločiti od različnih tehnik vezenja, čeprav velike kose vezenin s podobami včasih ohlapno imenujejo »tapiserija«, kot pri znameniti tapiseriji iz Bayeuxa, ki je v resnici vezena. Iz srednjega veka so na evropskih tapiserijah lahko zelo velike slike, ki so vsebovale na desetine figur. Pogosto so jih izdelovali v kompletih, tako da se je z njimi lahko obdala cela soba.
V pozno srednjeveški Evropi je bila tapiserija največji in najdražji medij za figurativne podobe v dveh dimenzijah in je kljub hitremu naraščanju pomena slikarstva ohranila ta položaj v očeh mnogih renesančnih pokroviteljev vsaj do konca 16. stoletja, če ne dlje. Evropska tradicija se je še naprej razvijala in odražala širše spremembe v umetniških slogih do francoske revolucije in napoleonskih vojn, preden je bila v 19. stoletju oživljena v manjšem obsegu.

## Izraz in etimologija
Beseda tapiserija izhaja iz starofrancoske tapisserie, od tapisser, kar pomeni 'pokriti s težko tkanino, preprogo', v zameno pa iz tapis, 'težka tkanina', prek latinske tapes (gen: tapetis), [8] kar je latinizacija grške τάπης (tapēs; gen: τάπητος, tapētos) - 'preproga'. Najzgodneje izpričana oblika besede je mikenska grščina 𐀲𐀟𐀊, ta-pe-ja, napisana v Linearni B pisavi.
Situacijo zapleta francoska ustreznica tapisserie, ki zajema tudi delo z iglami, kar lahko povzroči zmedo, zlasti pri kosih, kot so pohištvena pregrinjala, kjer se uporabljata obe tehniki.
'Tapiserija' ni bila običajen izraz zanje skoraj do konca klasičnega obdobja. Poznali so jih kot arras iz obdobja, ko je bil Arras vodilno proizvodno središče. Arazzo je še vedno izraz za tapiserijo v italijanščini, medtem ko številni evropski jeziki uporabljajo različice, ki temeljijo na gobelin, po francoski tovarni; na primer tako danščina kot madžarščina uporabljata gobelin (in v danščini tapet pomeni tapeta). Thomas Campbell trdi, da je v dokumentih, ki se nanašajo na tudorsko kraljevo zbirko od leta 1510, arras posebej pomenil tapiserije z zlatimi nitmi.
Tapiserija v slovenščini pomeni ročno tkana, navadno stenska preproga s figuralnimi, rastlinskimi motivi, pa tudi umetnost, ki se ukvarja z izdelovanjem takih preprog: 

## Izdelava
Tapiserija je vrsta tkanja. Uporabljajo se lahko različni modeli statev, vključno s pokončnimi ali 'visokoosnovnimi' statvami, kjer je tapiserija raztegnjena navpično pred tkalcem ali vodoravnimi statvami z 'nizko osnovo', ki so bile običajne v velikih srednjeveških in renesančnih delavnicah, vendar kasneje večinoma uporabljene za manjše kose. Tkalec vedno deluje na zadnji strani kosa in običajno sledi risanemu ali naslikanemu kartonu v polni velikosti ali morda drugi tapiseriji; odvisno od postavitve, ta spremeni (je zrcalna slika) tapiserije. Karton je bil na splošno ustvarjen iz manjšega modela, ki ga je v industrijskih delavnicah vsaj od poznega srednjega veka dalje naslikal poklicni umetnik, ki je bil pogosto malo ali nič več vpleten v postopek. Tkalec je risbo risal na osnove in nato postavil tja, kjer jo je bilo mogoče videti, včasih preko ogledala, ki je viselo za tkalcem. Pri statvah z nizko osnovo so karton običajno razrezali na trakove in postavili pod tkanje, kjer ga je tkalec videl skozi niti. Rafaelovi kartoni, ki so zelo redki primeri ohranjenih, so bili izrezani na ta način.
V evropskih industrijskih tapiserijah so bile niti osnove običajno volnene, v bolj obrtniških in starejših okoljih pa je bilo pogosto uporabljen lan. Niti votka so bile volnene, s svilenimi, srebrnimi ali zlatimi nitmi, ki so se uporabljale v najdražjih tapiserijah. Nekateri znani modeli, kot so tapiserije Sikstinske kapele in komplet Zgodba o Abrahamu, verjetno prvič narejen za Henrika VIII., preživijo v različicah s plemenitimi kovinami in v drugih različicah brez. Uporaba svile bi lahko stroške zvišala za štirikrat, dodajanje zlate niti pa je stroške močno povečalo, morda do petdesetkrat samo pri volni.
Tkalci so bili praviloma moški, saj je bilo delo fizično zahtevno; predenje niti je bilo običajno žensko delo. Kakovost tapiserij se poleg zasnove in materialov razlikuje glede na tesnost tkanja. Eno od sodobnih meril je število niti osnove na centimeter. Ocenjuje se, da bi lahko en tkalec v enem mesecu izdelal kvadratni meter srednje kakovostne tapiserije, vendar le polovico najfinejšee kakovosti.

## Funkcija
Uspeh dekorativne tapiserije lahko delno razložimo z njeno prenosljivostjo (Le Corbusier je nekoč tapiserije imenoval 'nomadske freske'). Popolnoma ročno tkana tapiserija je bolj primerna za ustvarjanje novih figurativnih oblik kot druge vrste tkanega tekstila, statve pa bi lahko bile veliko večje. Kralji in plemiči so tapiserije zložili in prevažali iz enega prebivališča v drugega. Mnogi kralji so imeli oddelke z lastnimi stavbami, namenjenimi negi, popravilu in premikanju tapiserij, ki so jih zložili v velike platnene vreče in jih vozili na vozovih. V cerkvah so bile razstavljene ob posebnih priložnostih. Na stenah palač in gradov so bile pozimi tudi tapiserije namenjene za izolacijo, pa tudi za okras. Za posebne slovesne procesije, kot so kronanja, kraljevi prihodi in poroke, so bile včasih razstavljene zunaj. Največje in najboljše tapiserije, zasnovane za več javnih prostorov v palačah, so bile razstavljene le ob posebnih priložnostih, kar je zmanjšalo obrabo in bledenje. Verjetno so bile manjše osebne v sobah obešene trajno.
Veliko manjših kosov je bilo narejenih kot prevleke za pohištvo ali blazine ali zavese in zavese za postelje. Druge, zlasti v primeru, ko so bile narejene za pokrovitelje zunaj vrha elite, so bile odrezane in ponovno uporabljeni, ko so se zdele staromodne. Torbe in včasih oblačila je bila druga ponovna uporaba. Delavnica Beauvais je postala precej strokovnja za oblazinjenje pohištva, kar ji je omogočilo preživetje po francoski revoluciji, ko je ta postala glavni preostali trg. V primeru tapiserij iz niti plemenitih kovin so jih lahko zažgali, da bi kovino predelali, kot so to storili vojaki Karla V. nekaterim tapiserijam v Sikstinski kapeli, in Francoski direktorij v 1790-ih z večino kraljeve zbirke iz renesanse.
V srednjem veku in renesansi so za prestol in nad njim kot simbol oblasti obesili bogato tapiserijo, tkano s simboličnimi emblemi, gesli ali grbi, imenovana baldahin, državna krošnja ali državno blago. Prestol pod takim baldahinom je bil običajno dvignjen na podstavku.
Ker so začele prevladovati slike kot pomembnejša umetniška dela, so se v 17. stoletju tapiserije v palačah premaknile v bolj ali manj trajno opremo za določeno sobo. Na tej točki so bile zrezani številne stare tapiserije, da so omogočale namestitev okoli vrat in oken. Pogosto so trpele tudi neprijetnosti, ker so nanje obešali slike. Izdelanih je bilo nekaj novih tapiserij, ki so se prilegale določeni sobi; zasnova kompleta gobelinov za Croome Court, ki je zdaj v New Yorku, ima veliko polje z ornamentom, ki ga je mogoče enostavno prilagoditi velikosti, da ustreza meri strankine sobe.

## Zgodnja zgodovina

### Antika
O zgodnji zgodovini tapiserije je veliko nejasnega, saj so dejanska preživetja zelo redka, literarne omembe v grški, rimski in drugi literaturi pa skoraj nikoli ne nudijo dovolj podrobnosti, da bi ugotovili tehniko izdelave. Iz Starega Egipta so v grobnicah obeh, Tutmozisa IV. (umrl 1391 ali 1388 pr. n. št.) in Tutankamona (ok. 1323 pr. n. št.) našli koščke platna, pri slednjem pa rokavico in ogrinjalo.
Na pokopališču v Šanpulu in na drugih krajih v bližini Hotana v Tarimski kotlini so bili najdeni kosi volne, ki so bili datirani na številne datume pred približno dvema tisočletjema. Zdi se, da so bili narejeni na različnih krajih, vključno s helenističnim svetom. Največji drobci, znani kot sampulska tapiserija in verjetno helenističnega izvora, očitno prihajajo iz velike stenske obešanke, vendar so bili ponovno uporabljeni za izdelavo hlač.

### Srenji vek
Tapiserija Hestia iz bizantinskega Egipta okoli 500-550 je v glavnem nedotaknjen volnen kos s številnimi figurami okrog ustoličene boginje Hestije, ki je poimenovana z grškimi črkami. Velikost je 114 x 136,5 cm z zaobljenim vrhom in je bila verjetno obešena v domu, kar kaže na obstojnost grško-rimskega poganstva v tem poznem obdobju. Muzej umetnosti Cleveland ima primerljivo ustoličeno Devico Marijo s podobnim datumom. [26] Številne majhne obrobe in zaplate s podobami, s katerimi je zgodnje bizantinski svet rad okrasil svoja oblačila, so bile v tapiseriji.
Številni ohranjeni kosi iz okoli leta 1000 kažejo na obliko friza, velike dolge tapiserije, ki je relativno kratka. Očitno so bile zasnovane za obešanje okoli dvorane ali cerkve, verjetno precej visoke; ohranjeni primeri so bili skoraj vsi iz cerkev, lahko pa so bili prvotno posvetni. Tkanina sv. Gereona, približno iz leta 1000, ima ponavljajoč vzorec, osredotočen na medaljone, z motivom bika, ki ga napadne grifon, vzet iz bizantinske svile (ali njegovega perzijskega ekvivalenta), toda verjetno tkanega lokalno v Porenju. Preživelo je v cerkvi v Kölnu v Nemčiji.
Pet trakov Överhogdal tapiserije iz Švedske in datirani do 70 let po letu 1100, je zasnovanih tako, da živali močno presegajo človeške figure in so dobili različne interpretacije. En trak ima geometrijske motive. Tapiserija Skog, prav tako s Švedske, a verjetno iz začetka 14. stoletja, je po slogu primerljiva.
Najbolj znan friz je viseča tapiserija iz Bayeuxa, pravzaprav vezenina, ki je dolga 68,38 metra in široka 0,5 metra in je bila prvotno še daljša. Narejena je bila v Angliji, verjetno v 1070-ih letih, pripoved o Normanskem zavzetju Anglije leta 1066 je zelo jasna, kar je razloženo s tituli v latinščini. Morda je šlo za anglosaški žanr, saj Liber Eliensis zapiše, da je vdova anglosaškega poveljnika Byrhtnotha dala opatiji Ely tapiserijo ali obešanko, verjetno v slogu tapiserije iz Bayeuxa, edini ohranjeni primer takšnega dela. Ta je bila narejena takoj po njegovi smrti leta 991 v bitki pri Maldonu, zato je verjetno že prej visela v njegovem domu.
Skupina z narativnimi verskimi prizori v jasno romanskem slogu, ki se nanaša na iluminirane rokopise iz Porenja iz istega obdobja, je bila okrog leta 1200 narejena za stolnico Halberstadt v Nemčiji in oblikovana tako, da ustreza določenim prostorom. Morda so jih izdelale nune ali posvetne kanonese bližnjega samostana Quedlinburg.
V tem obdobju se zdi, da so bili najpogostejši ponavljajoči se okrasni motivi, vse bolj pogosto heraldični in primerljivi s slogi uvoženih luksuznih tkanin, kot je bizantinska svila. Od zgoraj omenjenih tapiserij ta slog najbolje predstavlja Tkanina sv. Gereona.

## Vrhunec obdobja, po okoli 1350
Do odločilnega premika v zgodovini evropske tapiserije je prišlo okoli leta 1350 in je v mnogih pogledih postavil vzorec za industrijo do konca njenega glavnega obdobja pomembnosti, v pretresih po francoski revoluciji. Tapiserije za zelo majhno število strank, ki so lahko naročile najboljše kose, so bile zdaj izredno velike in izjemno drage, zelo pogosto narejene v kompletih in so pogosto prikazovale zapletene pripovedne ali alegorične prizore z velikim številom figur.  Izdelovali so jih v velikih delavnicah, skoncentriranih v številnih mestih v sorazmerno majhni regiji severne Francije in južne Nizozemske (deloma v bližini zalog angleške volne). Po dogovoru vse te pogosto imenujejo 'flamske tapiserije', čeprav večina proizvodnih središč dejansko ni bila v grofiji Flandrije.
Preden so prišli v tkalsko delavnico, je postopek naročanja običajno vključeval pokrovitelja, umetnika in trgovca ali trgovca, ki je uredil dogovore in pogodbe. Zdi se, da so bile nekatere tapiserije narejene za zalogo, še preden se je pojavila stranka. Financiranje precejšnjih stroškov ustanovitve delavnice je pogosto nejasno, zlasti v zgodnjem obdobju, vendar so vladarji ali drugi premožni ljudje podpirali nekatere delavnice. Verjetno so bili vpleteni tudi trgovci ali posredniki.

### Tkalski centri
Kje so nastale preživele tapiserije pred približno 1600, je pogosto nejasno; od leta 1528 je Bruselj, ki je bil takrat očitno glavno središče, od svojih tkalcev zahteval, da so tapiserije katere koli velikosti označene z oznako mesta in tkalcem ali trgovcem. V času od 1350 do 1600 so verjetno le eno ali dve središči lahko ustvarili največja in najboljša kraljeva naročila, skupine visoko usposobljenih tkalcev pa so se preselili v nova središča, ki so jih pogosto selile vojne ali kuga. Sprva je vodil Pariz, vendar je angleška okupacija po letu 1418 mnoge poslala v Arras, ki je že bil središče. Arras je bil nato leta 1477 opuščen, kar je privedlo do vzpona Tournaija, vse do hude kuge v začetku naslednjega stoletja. Bruselj je postajal vse pomembnejši in zdaj je postal najpomembnejše središče, kar je ostal, dokler osemdesetletna vojna ni zmotila celotnih Nizozemskih dežel. Bruselj je v začetku 17. stoletja oživil, toda od približno leta 1650 so ga francoske tovarne vse bolj prehitevale in ostajale prevladujoče, dokler tako moda kot tudi preobrati francoske revolucije in napoleonskih vojn niso končali tradicionalnega povpraševanja po velikih tapiserijah.
V drugih mestih na severu Francije in v Nizozemskih deželah je bilo vedno nekaj tkanja tapiserij, večinoma v precej manjših delavnicah, kjer so izdelovali manjše kose. Tako je bilo tudi v drugih delih Evrope, zlasti v Italiji in Nemčiji. Od sredine 16. stoletja so številni vladarji spodbujali ali neposredno ustanavljali delavnice, ki so na svojih področjih lahko opravljale kakovostno delo. To je bilo najbolj uspešno v Franciji, tudi Toskana, Španija, Anglija in sčasoma Rusija so imele visokokakovostne delavnice, ki so se običajno začele z uvozom skupine kvalificiranih delavcev iz flamskih središč.

### Pokrovitelji
Glavnim tkalskim središčem so vladale francoska in burgundska podružnica redbine Valoijskih, ki sta bili v poznem srednjeveškem obdobju izjemno pomembni pokroviteljici. To se je začelo s štirimi sinovi Ivana II. Francoskega (um. 1362), katerega zapisi razkrivajo, da so imeli na stotine tapiserij. Skoraj edino jasno preživetje iz teh zbirk in najbolj znana tapiserija iz 14. stoletja je ogromna tapiserija Apokalipse, zelo velika garnitura, narejena za Ludvika I., vojvodo Anžujskega v Parizu med letoma 1377 in 1382. [34]
Drug od bratov, Filip Drzni, vojvoda Burgundije (umrl 1404), je bil verjetno še bolj ekstravaganten zapravljivec in je drugim vladarjem po Evropi podaril številne tapiserije. Na njegovih ozemljih je bilo več centrov za tkanje tapiserij, njegova darila pa je mogoče videti kot precej uspešen poskus širjenja okusa za velike flamske tapiserije na druge dvore, pa tudi kot del njegovega poskusa promocije statusa njegovega vojvodstva. Poleg Burgundije in Francije so tapiserije dobili še nekateri angleški Plantageneti, vladarji Avstrije, Prusije, Aragonije, Milana, na njegovo posebno zahtevo pa tudi osmanski sultan Bajazid I. (kot del odkupne pogodbe za vojvodovega sina). Zdi se, da nobena od tapiserij, ki jih je naročil Filip, ni preživela. Filipov okus po tapiserijah se je zelo močno nadaljeval pri njegovih potomcih, vključno s španskimi Habsburžani.

## Predmet in slog
Nov slog velikih tapiserij, ki so bile velike in pogosto v kompletih, je večinoma prikazoval motive z velikim številom figur, ki predstavljajo pripovedne predmete. Ikonografija velikega dela pripovednih tapiserij sega nazaj v pisne vire, Sveto pismo in Ovidove Metamorfoze sta dve priljubljeni izbiri.
Značilnost tkanja tapiserij je, v nasprotju s slikanjem, da tkanje območja dela vsebuje le razmeroma gladka področja kompozicije, kot so nebo, trava ali voda, še vedno pa vključuje razmeroma veliko počasnega in kvalificiranega dela. To je skupaj s strankinim pričakovanjem učinka premočne veličastnosti in oddaljenosti glavnih središč od italijanskega vpliva privedlo do tega, da so severne kompozicije ostale natrpane s figurami in drugimi podrobnostmi še dolgo potem, ko je klasifikacija trendov v italijanskem renesančnem slikarstvu zmanjšala gnečo na slikah .
Pomemben izziv za severni slog je bil prihod v Bruselj, verjetno leta 1516, Rafaelovih kartonov za papeževo naročilo kapelo velike garniture za Sikstinsko, ki prikazuje Apostolska dela. Ti so bili poslani iz Rima in so uporabljali najnovejši monumentalni klasični visokorenesančni slog, ki je skozi grafike segel tudi na sever.

### Lov
Zelo priljubljeni so bili tudi lovski prizori. Običajno niso dobili nobenega posebnega prizorišča, čeprav je bil včasih naročnik in druge osebe portret. Štiri Lovske tapiserije Devonshirske (1430-1450, V&A), verjetno narejene v Arrasu, so morda največji sklop ohranjenih iz 15. stoletja, ki prikazujejo lov na medvede, merjasce, jelene, labode, vidre in sokolarstvo. Zelo modno oblečene dame in gospodje se sprehajajo ob zakolu. Druga garnitura iz leta 1515 prikazuje podoben poznosrednjeveški slog, čeprav deloma narejen iz svile, zato izjemno dragocen.
Toda dvanajst kosov v Les Chasses de Maximilien (Maksimilijanov lov, 1530-ih, Louvre), izdelanih v Bruslju za habsburškega pokrovitelja, kaže napreden renesančni kompozicijski slog, prilagojen tapiserijam. Te imajo prizorišče lova za vsak mesec v letu in prikazujejo tudi določene lokacije po mestu. Francisco Goya je v 1770-ih še vedno oblikoval lovske prizore.

### Vojska
Po verjetni vrzeli od 11. stoletja so se konec 14. stoletja garniture tapiserij vrnile kot največji medij za 'uradno vojaško umetnost', ki so običajno slavile zmage osebe, ki jih je naročila. Filip Drzni je naročil Bitko pri Roosbekeju, ki je bila narejena dve leti po zmagi leta 1382, ki je bila pet metrov visoka in več kot 41 metrov široka. John Gaunt, vojvoda Lancasterski, je vztrajal, da je bila spremenjena, ko jo je Filip leta 1393 na diplomatskem srečanju v Calaisu razglasil mirovno pogodbo; Gaunt je obravnaval zadevo kot neprimerno za to priložnost.
Portugalske Tapiserije Pastrana (Tapeçarias de Pastrana, 1470-ih) so bile zgodnji primer in redko preživetje od tako zgodnjega obdobja.
Veliko del je bilo ustvarjenih o življenju klasičnih junakov, ki so vključevala številne bojne prizore. Niso se spominjale le na Trojansko vojno, Aleksandra Velikega, Julija Cezarja in Konstantina I., ampak tudi manj verjetne figure, kot je Kir II. iz Perzije.
V 15. stoletju je bilo veliko sodobnih vojn, zlasti praznovanje habsburških zmag. Karel V. Habsburški je naročil velik sklop po svoji odločilni zmagi v bitki pri Pavii leta 1525; komplet je zdaj v muzeju Capodimonte v Neaplju. Ko je vodil odpravo v Severno Afriko, ki se je končala z osvojitvijo Tunisa leta 1535, je s seboj vzel flamskega umetnika Jana Cornelisza Vermeyna, predvsem za izdelavo risb za izdelavo tapiserij, naročenih ob vrnitvi.
Sodobne vojaške teme so postale precej manj priljubljene, saj so bile številne vojne 16. stoletja religiozne, včasih pa so bile za to izbrane alegorične teme. Toda bitko pri Lepantu so obeležili z bruseljsko garnituro, poraz španske armade pa z Armada tapiserijami (1591); te je naredila v Delftu ekipa, ki je naredila tudi številne tapiserije nizozemskih pomorskih zmag. Komplet Armada je bil uničen v požganem parlamentu leta 1834, vendar je znan po grafikah. Oba sklopa sta uporabljala visoki in oddaljeni zračni pogled, ki se je nadaljeval v številnih kasnejših nizih kopenskih bitk, pogosto v kombinaciji z nekaj velikimi figurami v ospredju. Francoske tapiserije, ki jih je Ludvik XIV. Francoski naročil za zmage v začetku njegove vladavine, so bile te vrste. Takoj konec 16. stoletja je bil za zmage in bitke nadvojvode Alberta, ki je bil pravkar suveren na španskem Nizozemskem, naročen sklop (zdaj v Madridu) (njegova vojaška kariera je bila pravzaprav dokaj neuspešna). Mestni svet Antwerpna jih je naročil v delavnici Maartena Reymboutsa mlajšega v Bruslju, da ga je prvič videl ob njegovem kraljevem vstopu v Antwerpnu konec leta 1599.
Komplet, ki je bil izdelan za Johna Churchilla, prvega vojvodo Marlborough in je prikazal njegove zmage, je bil različen za različne stranke in je bil po predelavi generalovega obraza in drugih podrobnosti celo prodan enemu od njegovih nasprotnikov, Maksimilijanu II. Bavarskem. 

### Millefleur slog
Millefleur je bil slog ozadja iz mnogih različnih majhnih cvetov in rastlin, po navadi prikazanih na zelenih tleh, kot da rastejo v travi. Pogosto so dodane različne živali, običajno vse približno enake velikosti, tako da se zajec ali golob in samorog ne razlikujejo veliko. Drevesa so po navadi premajhna in neprimerljiva s cvetjem okoli sebe, značilnost, ki jo običajno najdemo tudi v srednjeveškem slikarstvu.
Slog millefleur je bil uporabljen za vrsto različnih motivov od približno 1400 do 1550, predvsem pa med približno 1480 in 1520. Pri mnogih motivih se ozadje millefleur razteza do vrha tapiserije in odpravlja nebo; zmanjšanje neba je že bilo značilnost tapiserijskega sloga; Lovske tapiserije Devonshire kažejo zgodnjo fazo sloga. Ugledna ozadja millefleur, v nasprotju s tistimi, ki so večinoma prekrita s figurami, so zlasti značilnost alegoričnih in dvornih tem. Dama in samorog v Parizu sta znana primera iz leta 1500.
Ozadje millefleur je postalo zelo pogosto za heraldične tapiserije, ki so bile ene najbolj priljubljenih sorazmerno majhnih vrst, običajno višjih kot širših. Na njih je bil po navadi v središču grb pokrovitelja s širokim cvetličnim poljem. Pogosto so jih obesili za pokroviteljem, ko je sedel v prestolu ali obedoval in so bili narejeni za številne plemiče, ki si niso mogli privoščiti ogromnih pripovednih setov, ki so jih kupili kraljevi člani. Enghien je bil manjši tkalski center, ki se je, kot kaže, specializiral za to. Zgodnejše vrste heraldičnih tapiserij so pogosto ponavljale elemente heraldike v vzorcih.

### Krajina
Po približno letu 1520 so se vrhunske delavnice od motiva millefleur premaknile k naravoslovni krajini, pri čemer so bili vsi elementi v konstantni perspektivni velikosti. Tapiserije, katerih glavna vsebina je bila krajina in živali, so znane kot zelene teme (iz francoščine za 'zelenje'). Ta zvrst je bolj kot večina trpela zaradi barvnih sprememb, saj so zelenice tapiserij še posebej nagnjene k bledenju ali preobrazbi v modro. Manjše tovrstne tapiserije so bile priljubljene do 18. stoletja in so imele to prednost, da so jih delavnice lahko izdelale brez posebnega naročila in jih prek mreže trgovcev distribuirale po Evropi. Od približno leta 1600 so sledili širšim trendom evropskega krajinskega slikarstva in grafike. Oudenarde se je za to specializiral, vendar so jih proizvajali v številnih mestih.  Tako kot pri slikah bi lahko dodajanje figure ali dveh takšne kose povzdignilo v prikaz zgodbe iz klasične mitologije ali lovske teme.

## 17. stoletje
V začetku 17. stoletja se je okus elite po tapiserijah nadaljeval, čeprav se je slikanje vztrajno uveljavljalo. Bruselj je ostal bistveno najpomembnejše tkalsko središče, Rubens, ki je imel večinoma sedež v Antwerpnu nedaleč stran, je  baroku prinesel velik baročni slog, Jacob Jordaens in drugi pa so jih tudi oblikovali. V poznejših generacijah so bili med pomembne oblikovalce Justus van Egmont (umrl 1674), Ludwig van Schoor (umrl 1702) in Jan van Orley (umrl 1735, zadnji iz dolge rodbine). Bruseljske delavnice so se v drugi polovici stoletja nekoliko zmanjšale, saj so velike flamske baročne slike zavzele nekaj tega trga, francoska konkurenca pa je stisnila preostalo nišo za tapiserije.
Proizvodnja v Parizu se je obudila leta 1608, kar je zaznamovalo državljanske vojne v 1640-ih, vendar se je ponovno začela leta 1658, ko je delavnico ustanovil Nicolas Fouquet. Po njegovem padcu je Colbert to večinoma združil z novo tovarno gobelinov, ki jo je leta 1663 ustanovil za kralja, in traja še danes. Manufakturo Beauvais, ki je bila vedno zasebno podjetje, je Colbert ustanovil leta 1664, vendar je postala pomembna šele dvajset let kasneje. Aubussonske tapiserije, verjetno nadaljevanje zgodnejših majhnih delavnic, se je nadaljevala, vendar naj bi postala pomembnejša v naslednjem stoletju. Dela gobelinov, ki so jih dvorni umetniki oblikovali v najnovejšem slogu Ludvika XIV., so v preostalem stoletju postajala vse bolj prevladujoča in so bila do leta 1700 najbolj občudovana in imitirana delavnica v Evropi.
Tapiserije Mortlake zunaj Londona so bile ustanovljene leta 1619 s spodbudo angleškega kralja Karla I. z uporabo flamskih tkalcev, v 1620 in 1630 pa so izdelovali nekatere najbolj kakovostne tapiserije v Evropi. Delavnica Medici v Firencah je delo nadaljevala, od leta 1630 pa se ji je pridružila še delavnica v Rimu, ki jo je ustanovil kardinal Francesco Barberini z neizogibnim uvoženim flamskim upravnikom. Tako delavnice Mortlake kot v Rimu sta propadli konec stoletja. V Nemčiji so leta 1604 delavnice ustanovili v Münchnu in do konca stoletja še v devet drugih mestih, številne pa je sponzoriral lokalni vladar.

## 18. stoletje
Na začetku stoletja se je povečalo zanimanje za krajinske teme, nekatere še z lovskimi prizori, druge pa kažejo žanrske teme podeželskega življenja.
V stoletju je delo začelo nekaj novih delavnic, glavna izjema je bila kraljevska tovarna tapiserij v Madridu. Ta je začela leta 1720, kmalu potem, ko je Španija po Utrechtski pogodbi izgubila svoja ozemlja v Flandriji. Filip V. Španski je v Madrid pripeljal Jacoba van der Gotena in šest njegovih sinov. Več najbolj znanih tapiserij je zasnoval Francisco Goya leta 1775. Te večinoma prikazujejo žanrske prizore ljubimcev ali podeželskih ljudi, ki se rekreirajo. Tako njegovi kartoni kot tudi tapiserije, narejene po njih, so večinoma ohranjeni, pri čemer je veliko kartonov v muzeju Prado, tapiserije pa še vedno v kraljevih palačah. Tako kot pri Rafaelovih kartonih za tapiserije v Sikstinski kapeli, imajo sodobni kritiki raje kartone. Dela so bila v zasebni lasti van der Gotensa in potomcev do leta 1997, zadnji član družine pa je odstopil z mesta predsednika leta 2002. Poleg premorov med vojnami se tapiserije še naprej proizvajajo.
Okrog sredine stoletja se je nov slog rokoko izkazal za zelo učinkovitega na tapiserijah, ki so zdaj precej manjše kot prej. François Boucher je za Beauvais izdelal 45 kartonov, nato pa je leta 1753 sledil živalskemu slikarju Jean-Baptisteju Oudryju kot umetniški vodja pri Gobelinsu.  Najbolj znana Oudryjeva serija je bila Pastoralne zabave, narejena med 1720 and 1730 v številnih ponovitvah.
V drugi polovici stoletja so se glavne bruseljske delavnice postopoma zaprle, zadnja leta 1794.  Tapiserija ni ustrezala niti neoklasicizmu niti romantizmu, kar je skupaj z motnjami francoske revolucije in napoleonskih vojn skoraj ustavilo proizvodnjo velikih figurativnih tapiserij po Evropi.

## 19. stoletje
V 19. stoletju je William Morris obnovil umetnost tapiserije v srednjeveškem slogu v opatiji Merton. Morris & Co. je naredil uspešno serijo tapiserij za domačo in cerkveno rabo s figurami po kartonih Edwarda Burne-Jonesa. Komplet šestih Tapiserij svetega grala iz 1890-ih, večkrat ponovljenih, je največji, ki so ga naredili, in morda najuspešnejši.
Tradicionalne tapiserije še vedno izdelujejo v tovarni Gobelins v Parizu in kraljevi tovarni v Madridu. Te in nekaj drugih starih evropskih delavnic prav tako popravljajo in obnavljajo stare tapiserije; glavna britanska delavnica je v palači Hampton Court, oddelku Royal Collection Trust.

## Zunaj Evrope
Kitajski kesi je tkanina za tapiserije, ki običajno uporablja svilo v majhnem obsegu v primerjavi z evropskimi stenskimi zavesami. Oblačila za dvor so bila ena glavnih uporab. Gostota vozlov je po navadi zelo velika, saj je obleka najboljše kakovosti, ki morda vključuje toliko dela kot veliko večja evropska tapiserija. Sprva se je uporabljala za majhne koščke, pogosto z okrasjem živali, ptic in cvetov ali zmajev za cesarska oblačila, v času dinastije Ming pa je bil uporabljen za kopiranje slik.
Smrt Polidorja je ena izmed nenavadnih sklopov sedmih velikih tapiserij, izdelanih na Kitajskem za portugalskega guvernerja Macaa v 1620-ih, ki združujejo zahodni in kitajski slog. Večina zaves je vezenin, toda na obrazih in mesnih delih figur so kosi svilenega satena z apliciranimi kosi, ki odražajo kitajsko tehniko, ki se pogosto uporablja za budistične prapore [46], in večje oblike thangke.
Preproge čilim in navajo so tudi vrste tapiserij, pri čemer so bili modeli večinoma omejeni na geometrijske vzorce, podobne tistim pri drugih tehnikah tkanja preprog.

## Sodobne tapiserije
Tisto, kar loči sodobno področje od njegove zgodovine pred drugo svetovno vojno, je prevlada umetnika kot tkalca v sodobnem mediju. Ta trend ima korenine v Franciji v 1950-ih, kjer je eden od risarjev kartonov za Tapiserije Aubusson, Jean Lurçat, vodil oživitev medija z racionalizacijo izbire barv in s tem poenostavil proizvodnjo [47] in organiziral vrsto bienalnih razstav v švicarski Lozani. Poljsko delo, predstavljeno na prvem bienalu, ki se je odprl leta 1962, je bilo precej novo. [48] Tradicionalne delavnice na Poljskem so zaradi vojne propadle. Tudi umetniške zaloge na splošno je bilo težko dobiti. Številni poljski umetniki so se v okviru šolanja na umetniški šoli naučili tkati in začeli ustvarjati zelo individualistična dela z uporabo netipičnih materialov, kot sta juta in sisal. Z vsakim bienalom je po vsem svetu odmevala priljubljenost del, ki se osredotočajo na raziskovanje inovativnih konstrukcij iz najrazličnejših vlaken.
V predvojnih ZDA je bilo veliko tkalcev, vendar nikoli ni obstajal daljši sistem delavnic za izdelavo tapiserij. Zato so bili tkalci v Ameriki v prvi vrsti samouki in so se odločili za oblikovanje in tkanje svoje umetnosti. Na teh razstavah v Lozani so bili ameriški umetniki / tkalci in drugi iz držav po vsem svetu navdušeni nad poljskim trendom k eksperimentalnim oblikam. 1970-ta so skoraj vsi tkalci raziskovali neke tehnike in materiale, ki so bili takrat v modi. Kar je to gibanje prispevalo k na novo ustvarjenemu področju umetniškega tkanja, imenovanega 'sodobna tapiserija', je bila možnost dela s teksturo, z različnimi materiali in s svobodo individualnosti v oblikovanju
V 1980-ih je postalo jasno, da ima postopek tkanja tapiserije z votkom še eno prednost - stabilnost. Umetniki, ki so za svoj medij izbrali tapiserijo, so razvili široko paleto osebnih izrazov, slogov in vsebin, ki jih je spodbujalo in hranilo mednarodno gibanje za oživitev in obnovo tradicije tapiserije z vsega sveta. Tekmovanje za naročila in razširitev razstavnih prostorov sta bila bistvena dejavnika pri določanju in doseganju umetnikovih ciljev.
Velik zagon v 1980-ih za delo v tem bolj tradicionalnem procesu je prišel z območja zaliva v severni Kaliforniji, kjer je imel dvajset let prej Mark Adams, eklektični umetnik, dve razstavni deli svojih tapiserij. Nato je zasnoval veliko velikih tapiserij za lokalne stavbe. Hal Painter, še en cenjen umetnik na tem območju, je v desetletju tkal lastne modele. Bil je eden glavnih umetnikov, ki je »... ustvaril vzdušje, ki je pomagalo roditi drugo fazo sodobnega tekstilnega gibanja - tekstil kot umetnost - to priznanje, da tekstil ne sme biti več uporaben, funkcionalen, da služi kot notranjost okras«.
V zgodnjih 1980-ih so se številni umetniki zavezali, da bodo postali bolj profesionalni, kar je pogosto pomenilo potovanje, da bi se udeležili redkih izobraževalnih programov, ki jih ponujajo novonastali ateljeji, kot je tapiserijska delavnica v San Franciscu, ali v oddaljene ustanove, za katere so menili, da ustrezajo njihovim potrebam. Ta pojav se je dogajal v Evropi in Avstraliji ter v Severni Ameriki.
Priložnosti za vstop v žirirane razstave tapiserij so se začele dogajati do leta 1986, predvsem zato, ker je ameriška zveza za tapiserije (ATA), ustanovljena leta 1982, organizirala dvoletne žirirane razstave, začenši leta 1986. Bienali naj bi sovpadali s Cehom Handweavers ali ameriškim 'zbliževalnim' konferencam. Nov potencial za ogled del drugih umetnikov tapiserij in sposobnost opazovanja, kako se lahko lastno delo obnese na takih prizoriščih, sta močno povečala zavest skupnosti podobno mislečih umetnikov. Ustanovljene so bile regionalne skupine za izdelavo eksponatov in izmenjavo informacij.
Želja številnih umetnikov po večji interakciji se je stopnjevala, saj je mednarodni simpozij tapiserij v Melbournu v Avstraliji leta 1988 privedel do druge organizacije, zavezane tapiseriji, Mednarodne mreže tapiserij (International Tapestry Network - ITNET). Njen cilj je bil povezati ameriške umetnike tapiserij z rastočo mednarodno skupnostjo. Revije so ukinili leta 1997, saj je digitalno komuniciranje postalo uporabnejše orodje za interakcije. Ko se je svet preselil v digitalno dobo, umetniki tapiserij po vsem svetu še naprej delijo in navdihujejo svoja dela.
Do novega tisočletja pa so se na terenu že pojavile napake. Številne univerze, ki so prej imele na svojih umetniških oddelkih močne tkalske komponente, na primer Državna univerza San Francisco, niso več ponujale ročnega tkanja kot možnosti, saj so se osredotočile na računalniško opremo. Glavni razlog za zavrnitev prakse je bilo dejstvo, da je samo en študent lahko uporabljal opremo v času trajanja projekta, medtem ko je v večini medijev, na primer slikarstvo ali keramika, stoječe ali lončarsko kolo uporabljalo več študentov na dan. Ljudje iz različnih kultur so po vsem svetu začeli te oblike okrasja sprejemati za poklic in osebno uporabo.
Hkrati je umetnost vlaken postala eden najbolj priljubljenih medijev v njihovih umetniških programih. Mlade umetnike je zanimalo raziskovanje širšega obsega procesov za ustvarjanje umetnosti z materiali, razvrščenimi med vlakna. Ta premik k bolj multimedijskim in kiparskim oblikam in želja po hitrejšem ustvarjanju dela sta sodobne tapiserijske umetnike v akademskih institucijah in zunaj njih spodbudila k razmišljanju, kako bi lahko sledili tempu, da bi ohranili prepoznavnost v svoji umetniški obliki.
Sredi 20. stoletja so tudi otroci v umetniškem centru Ramses Wissa Wassef v Harraniji v Egiptu razvili nove oblike tapiserije.